# Paysandisia archon
Il castnide delle palme (Paysandisia archon (Burmeister, 1880)) è un lepidottero appartenente alla famiglia Castniidae di origine sudamericana, introdotto recentemente in Europa. È l'unica specie del genere Paysandisia Houlbert, 1918.

## Descrizione

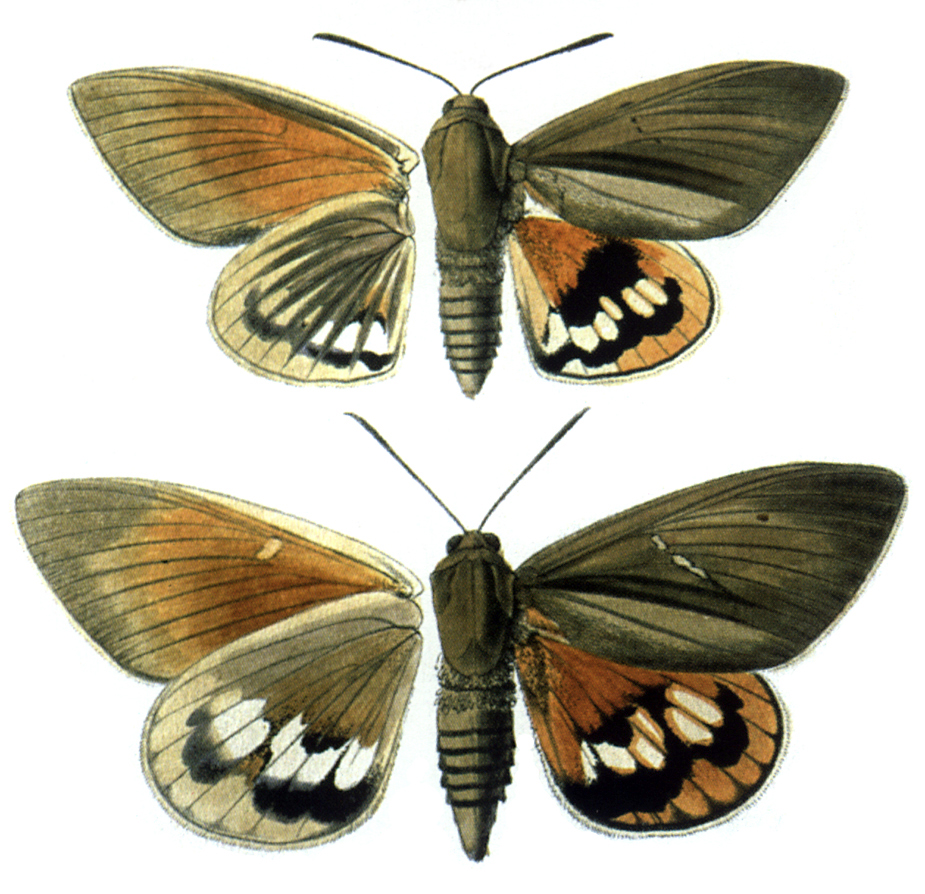
Maschio e femmina di P. archon descritta come Castnia josepha in Oberthür, 1914

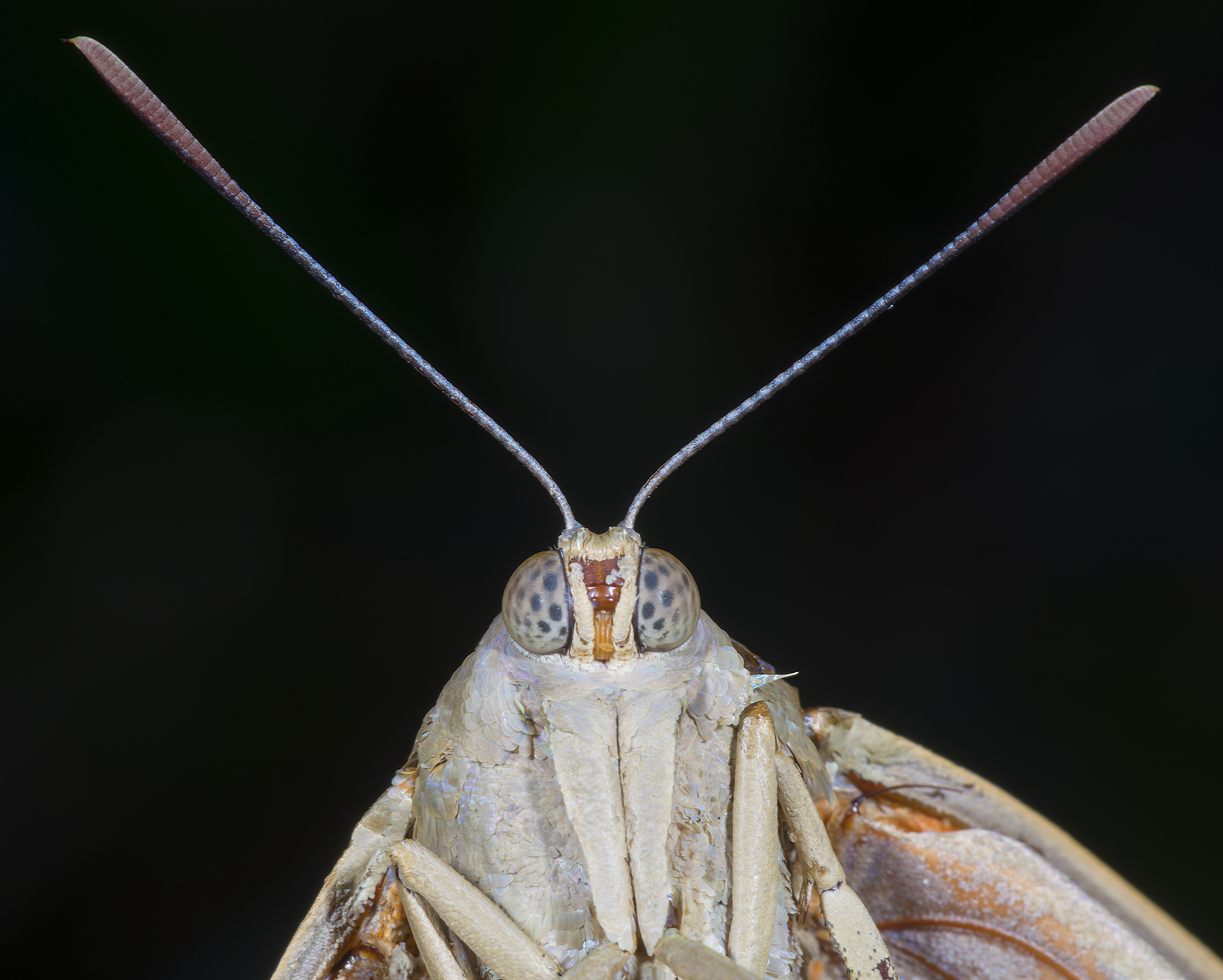

### Adulto
L'ala anteriore ha un colore compreso tra il grigio e il verde olivastro sulla pagina superiore, abbastanza uniforme, benché tenda ad essere più scura nella regione dell'apex, nella costa e nel termen. Si scorge una banda mediana longitudinale di colore più scuro. La pagina inferiore è grigiastra nella parte distale, mentre tende al marroncino nell'area prossimale.

L'ala posteriore ha, sulla pagina superiore, una colorazione di fondo rossa, sulla quale si stagliano due larghe bande nere trasversali, che vanno dal margine interno fin quasi a quello esterno, e sono percorse da sei celle bianche. Sulla pagina inferiore, il disegno ripete quello della pagina superiore, ma il colore di fondo è sostituito da un grigio spento, più chiaro verso il margine esterno e l'angolo anale, e le celle bianche hanno contorni meno netti e tendono a fondersi tra loro.

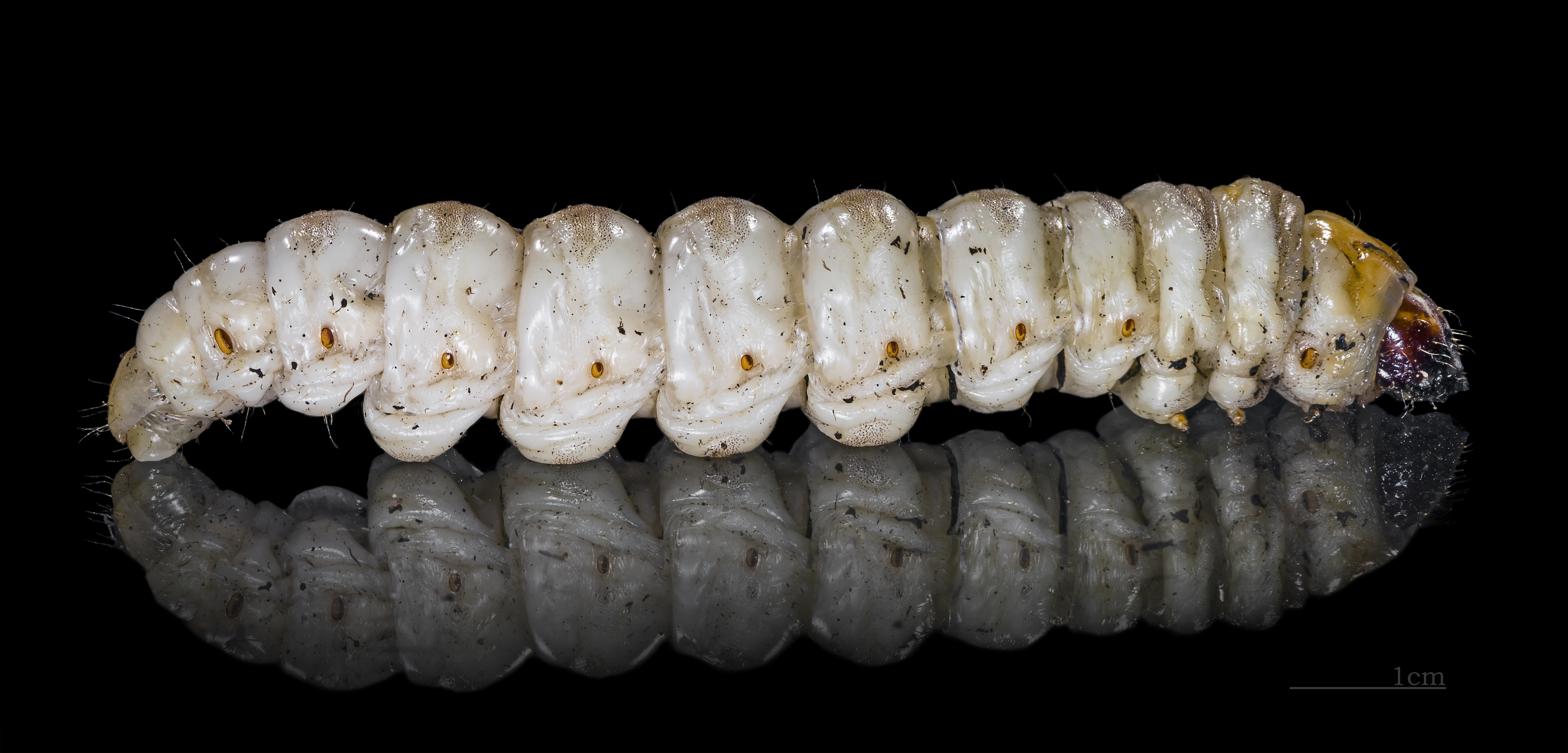
Larva di P. archon

Le antenne sono clavate e uncinate alle estremità.

Il capo e il torace sono bruno-grigiastri, mediamente pelosi.

L'addome ripete la tonalità di colore del torace, ma lievemente più scura, particolarmente nel maschio.

Il dimorfismo sessuale è accentuato, dal momento che la femmina è molto più grande del maschio, e mostra un ovopositore appuntito, della lunghezza di 4–5 mm.

L'apertura alare del maschio raggiunge i 90 mm, quella della femmina è di 110 mm.

### Uova
Le uova sono fusiformi, lunghe circa 5 mm e larghe 1,5 mm, di colore biancastro all'atto della deposizione, virando poi al grigio-rosato prima della schiusa; sono presenti 6/8 coste longitudinali (tipicamente 7). Vengono deposte, fino a 6 per volta, tra le fibre della corona fogliare della pianta ospite, in posizione riparata dai raggi diretti del sole, o in prossimità dei meristemi, o ancora alla base del rachide fogliare. Il periodo di ovodeposizione va da maggio fino a ottobre.

A seconda della temperatura, completano il proprio stadio di sviluppo tra 12 e 21 giorni.

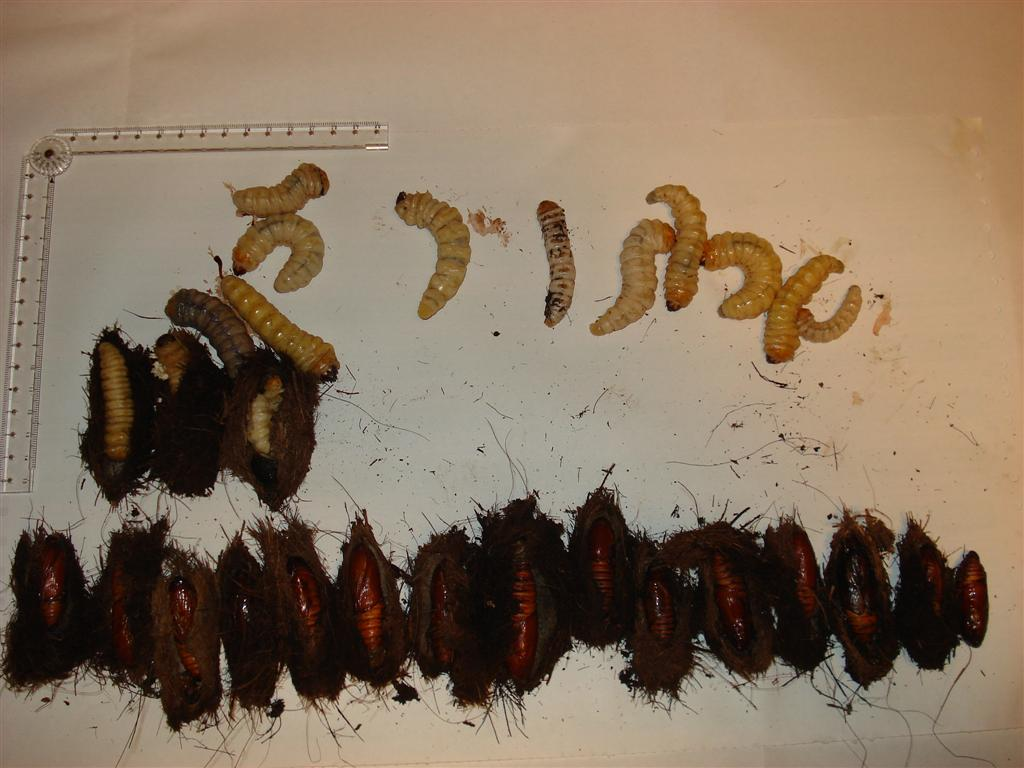
Raccolta di stadi giovanili di P. archon

### Larva
Il bruco, appena emerso dall'uovo, misura circa 7 mm, è di colore arancio-rosato chiaro, e rivestito di lunghe setole. Si sviluppa nell'arco di 10-18 mesi, a seconda del periodo di deposizione delle uova, creando lunghe gallerie parallele e alquanto rettilinee all'interno dei tessuti della pianta ospite, che aumentano di diametro all'aumentare delle dimensioni della larva, fino a provocare spesso la morte della pianta. A sviluppo conseguito, il bruco può raggiungere 80–90 mm di lunghezza e 15 mm di diametro; esso appare di colore bianco-crema, tozzo e con zampe e pseudozampe corte, il capo marroncino e in parte rientrante nel primo segmento toracico, e con il secondo segmento toracico più allargato.

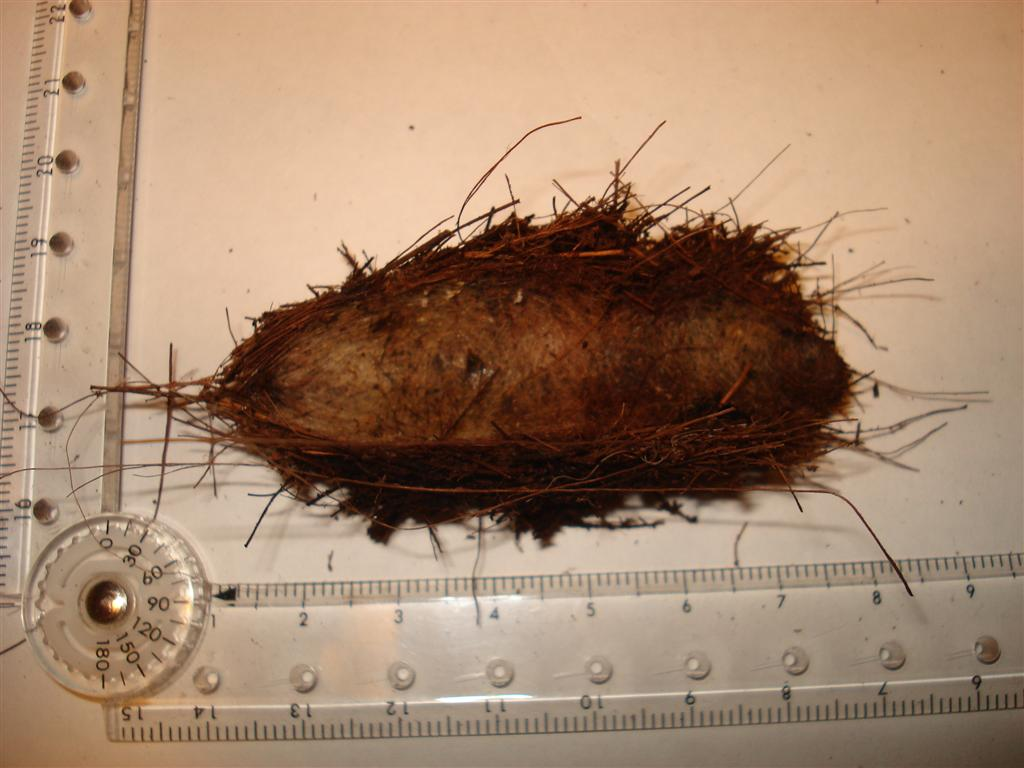
Bozzolo di P. arcon

La larva, che non abbandona mai la pianta ospite per tutto il periodo di sviluppo, rappresenta lo stadio di resistenza con cui questa specie supera l'inverno. Infatti, se le uova si schiudono in primavera, la larva si accresce durante tutto l'anno, sverna una sola volta, e si impupa all'inizio della primavera successiva, dopo circa 10-11 mesi; se invece le uova arrivano a schiudersi nella tarda estate o in autunno, allora la specie sverna una prima volta come larva immatura, si accresce per tutto il successivo anno solare, sverna poi una seconda volta come larva matura, e giunge all'impupamento nella primavera del terzo anno solare, impiegando in tutto circa 18 mesi.

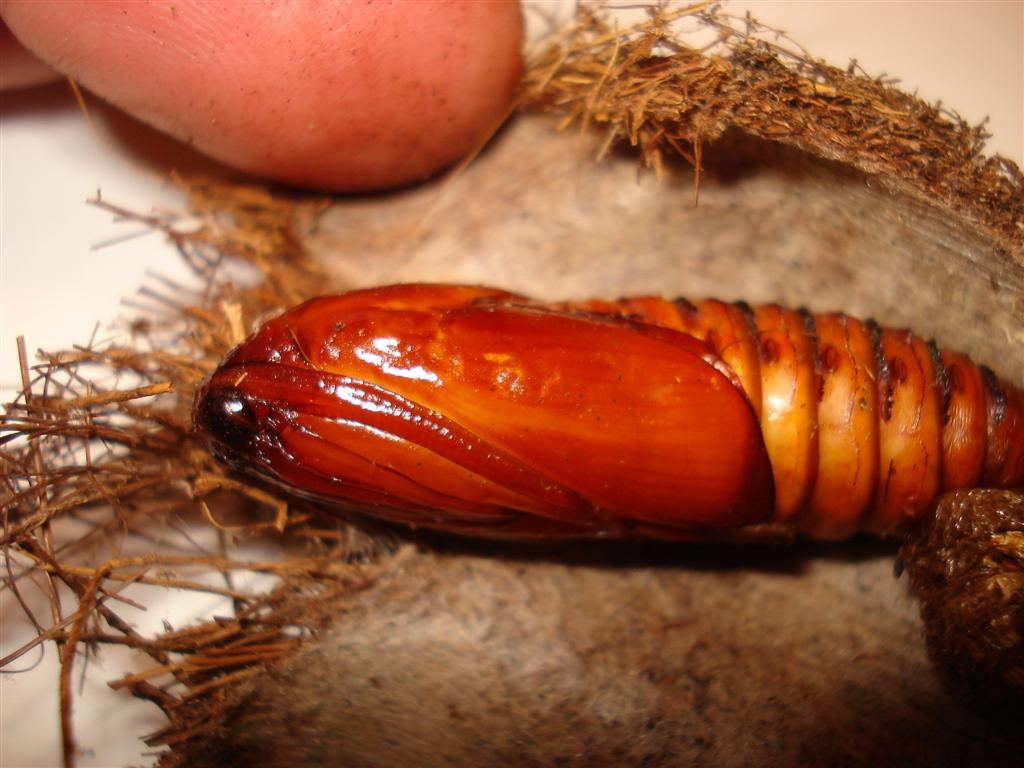
Crisalide di P. archon

### Pupa
Al termine dello sviluppo larvale, prima dell'impupamento, l'animale tende ad emergere dalla propria galleria, portandosi in prossimità della superficie del rachide fogliare, così che l'adulto sia facilitato nello sfarfallamento. Il bozzolo, ovoidale e di colore marrone scuro, misura 50–60 mm di lunghezza e circa 25 di diametro; esso viene approntato creando uno strato esterno più coriaceo, costituito da fibre vegetali di risulta della pianta ospite, e uno strato interno di fibre sericee, secrete dalla larva, mescolate con escrementi dell'animale stesso.

La pupa che completa la metamorfosi in 40-70 giorni, a seconda della temperatura ambientale, misura circa 50 mm di lunghezza, è tozza e fusiforme, di colore bruno-giallastro, e rivela delle brevi spinule brune disposte a pettine su ogni segmento addominale.

## Distribuzione e habitat

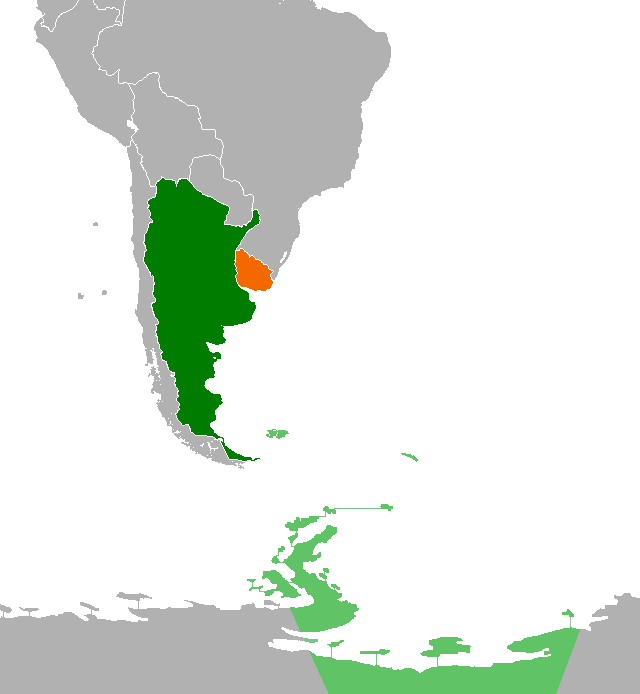
Argentina e Uruguay, citati rispettivamente da Burmeister e Oberthür come loci typici della specie

L'areale originario della specie comprendeva esclusivamente il Sudamerica, e in particolare l'Argentina (locus typicus), l'Uruguay occidentale, il Paraguay e il Brasile sud-orientale.

Tuttavia, grazie al fatto che alcune larve sono state trasportate dall'uomo all'interno di stipiti fogliari di palme come quelle del genere Trithrinax, attualmente la specie è diventata infestante anche per l'Europa mediterranea. In dettaglio, sono state effettuate segnalazioni in Spagna (Catalogna) e Francia meridionale (Provenza-Alpi-Costa Azzurra, Linguadoca-Rossiglione, Midi-Pirenei) nel 2001, nel Regno Unito (West Sussex) nel 2002 (presenza occasionale), e Isole Baleari nel 2003. È stato riportato anche un caso nei Paesi Bassi (Provincia dell'Olanda meridionale) nel 2006. Per quanto riguarda l'Italia, sono stati segnalati esemplari a Salerno nel 2002, ad Ascoli Piceno nel 2003, in Toscana nel 2004 , in Liguria nel 2008  e in Trentino a partire quanto meno dal 2019; ma è probabile che il lepidottero sia presente anche altrove.
Nel 2021, una piccola colonia di esemplari è stata avvistata nella provincia di Frosinone. Unitamente al Rhynchophorus ferrugineus, è considerato dalle autorità sanitarie italiane come una probabile minaccia per la costa adriatica.

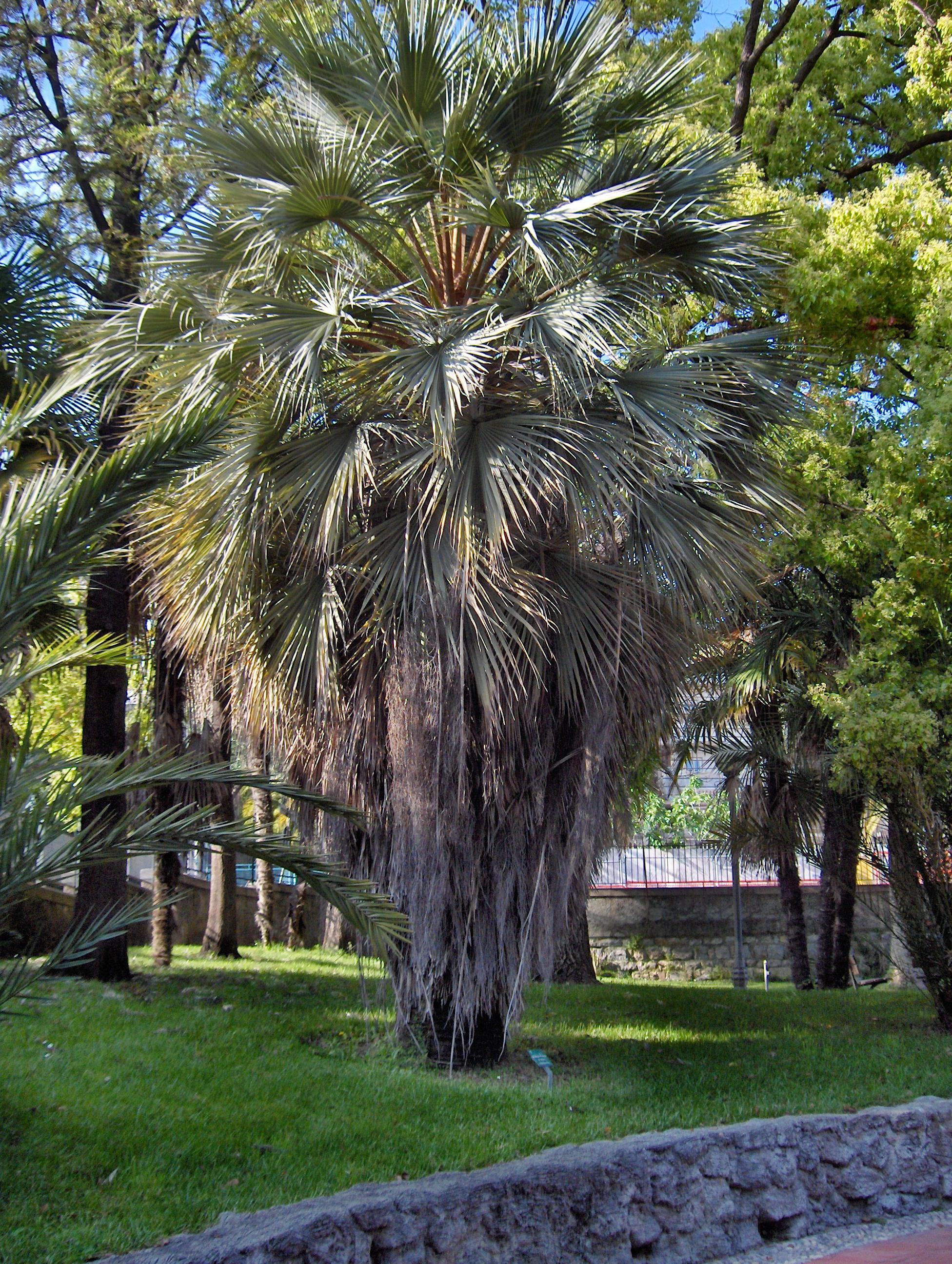
Brahea armata (Palma blu del Messico)

L'habitat preferenziale è rappresentato, nei luoghi di origine, da palmeti tropicali o sub-tropicali, o comunque zone verdi a vegetazione mista, in cui siano presenti piante di palma. In Europa, invece, la specie si sta diffondendo sulle fasce costiere, in corrispondenza dei filari di palme delle zone rivierasche nelle città di mare

## Biologia
Non sono mai stati segnalati problemi di danneggiamento al patrimonio forestale, da parte di Paysandisia archon, nell'areale di provenienza, cioè in Sudamerica, poiché in questi ecosistemi, la specie vive in equilibrio con un certo numero di predatori e antagonisti naturali (nematodi, imenotteri, uccelli e così via). Inoltre, nell'ecozona neotropicale questo lepidottero parassita esclusivamente palme di specie selvatiche, e non coltivazioni per produzione. Il problema è sorto al suo arrivo in Europa, in quanto nel vecchio mondo non sono presenti fattori naturali che possano limitare la sua espansione; l'effetto che sta avendo nei paesi della riva settentrionale del Mediterraneo si traduce in un danno economico, oltre che estetico.

### Periodo di volo
Gli adulti di Paysandisia archon volano di giorno in un periodo compreso tra maggio e novembre, con
picchi di presenze tra giugno e luglio.

### Alimentazione

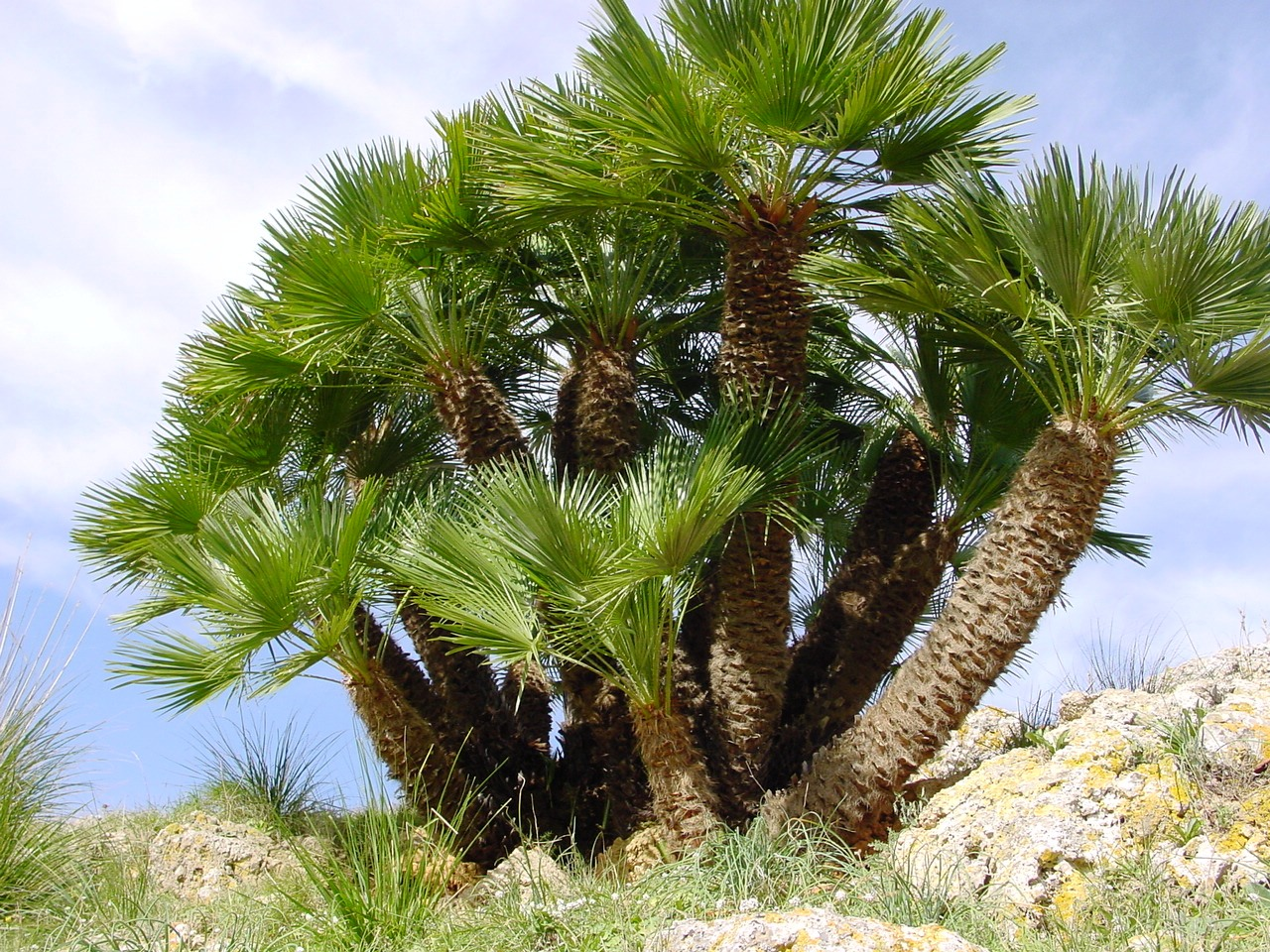
Chamaerops humilis, la Palma nana

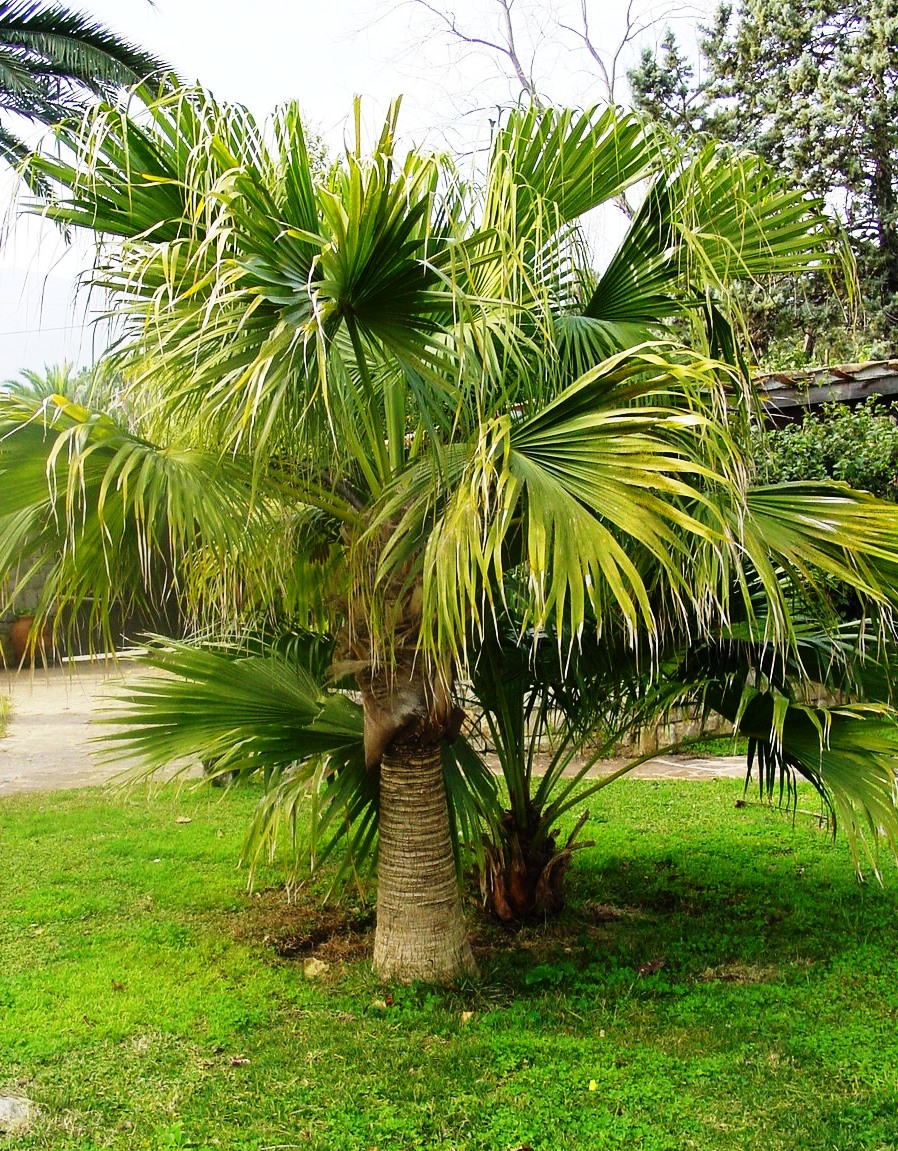
Livistona chinensis (Ventaglio cinese o Palma fontana)

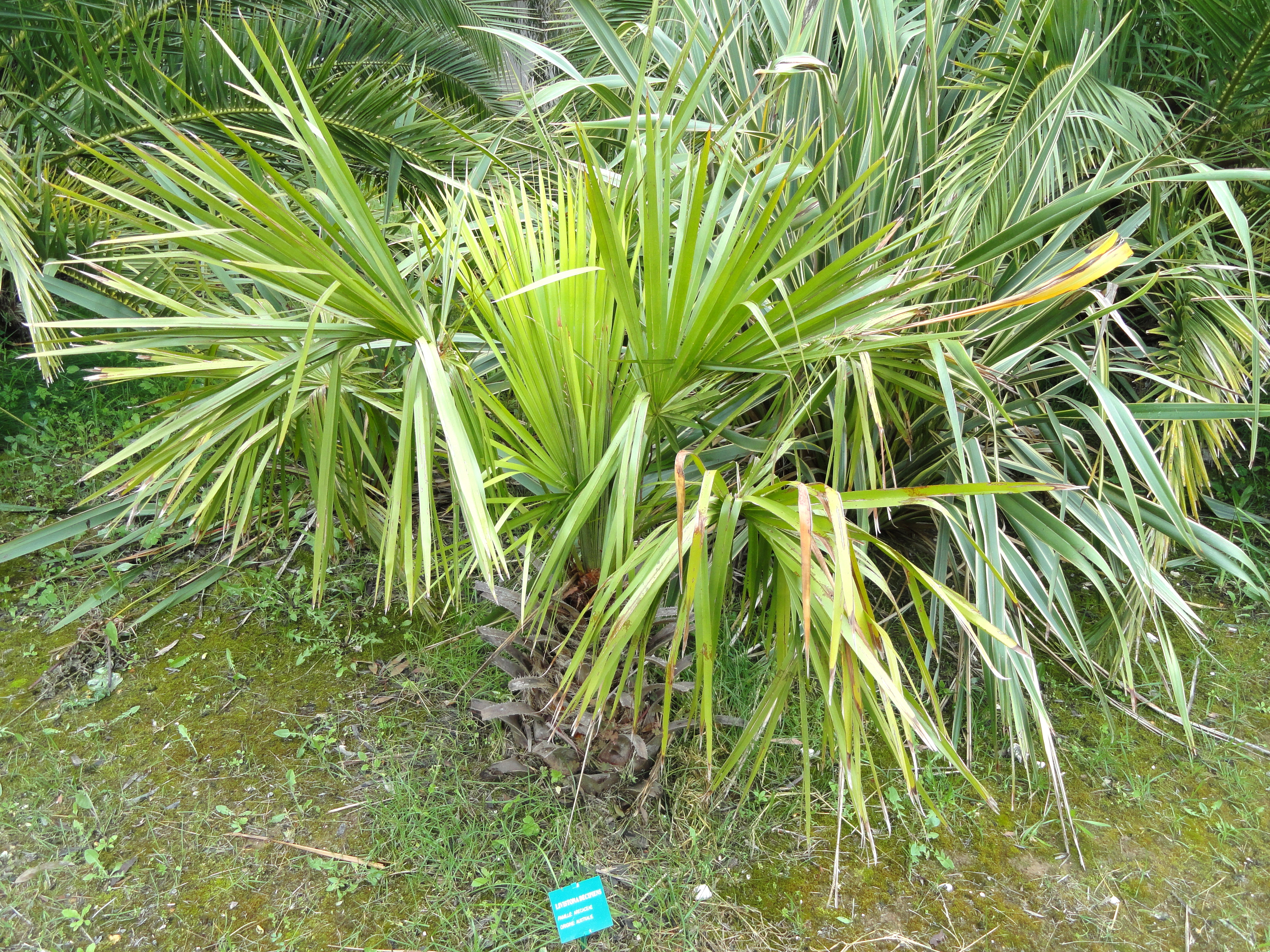
Livistona decipiens

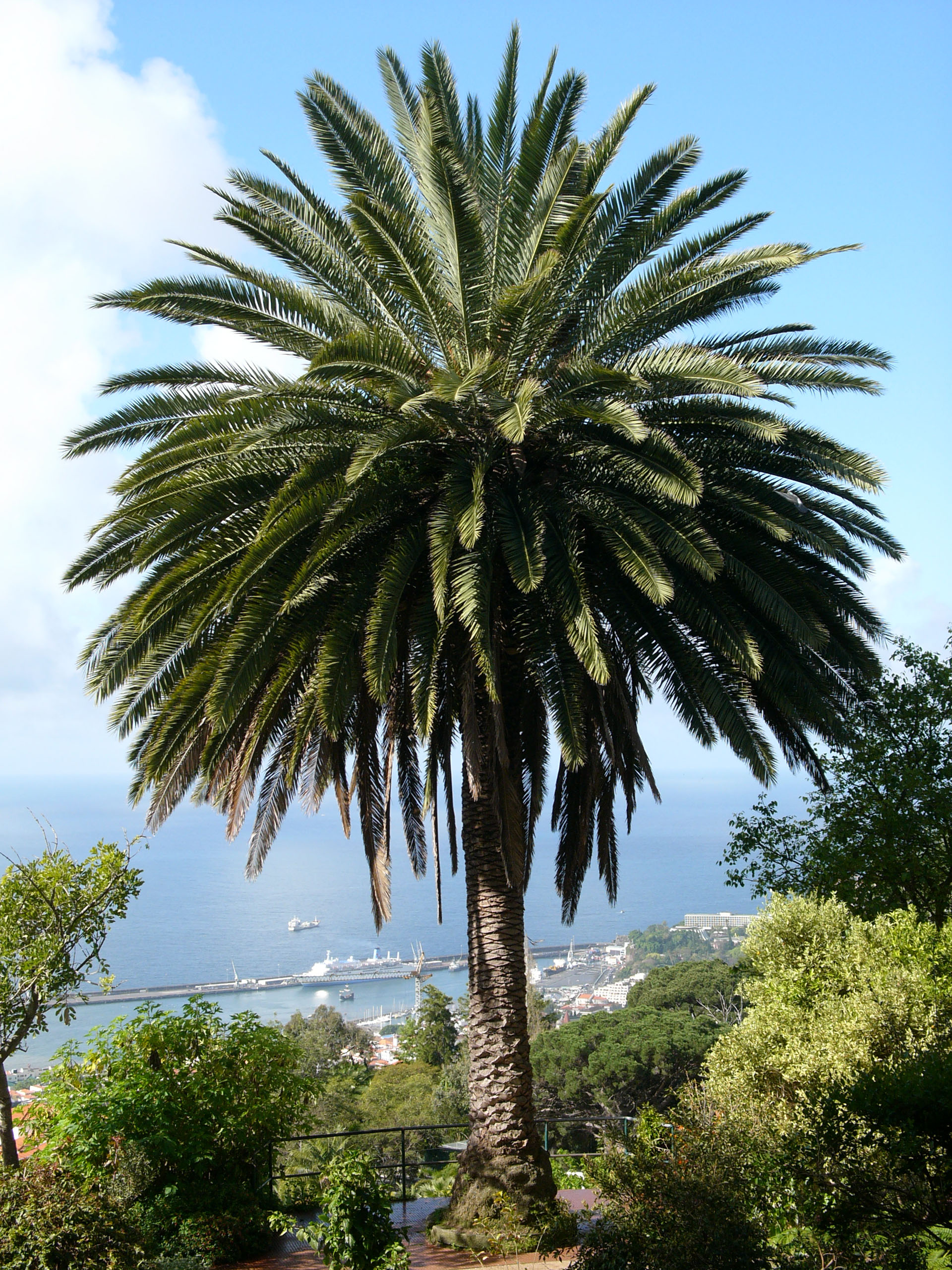
Phoenix canariensis in un giardino di Madeira

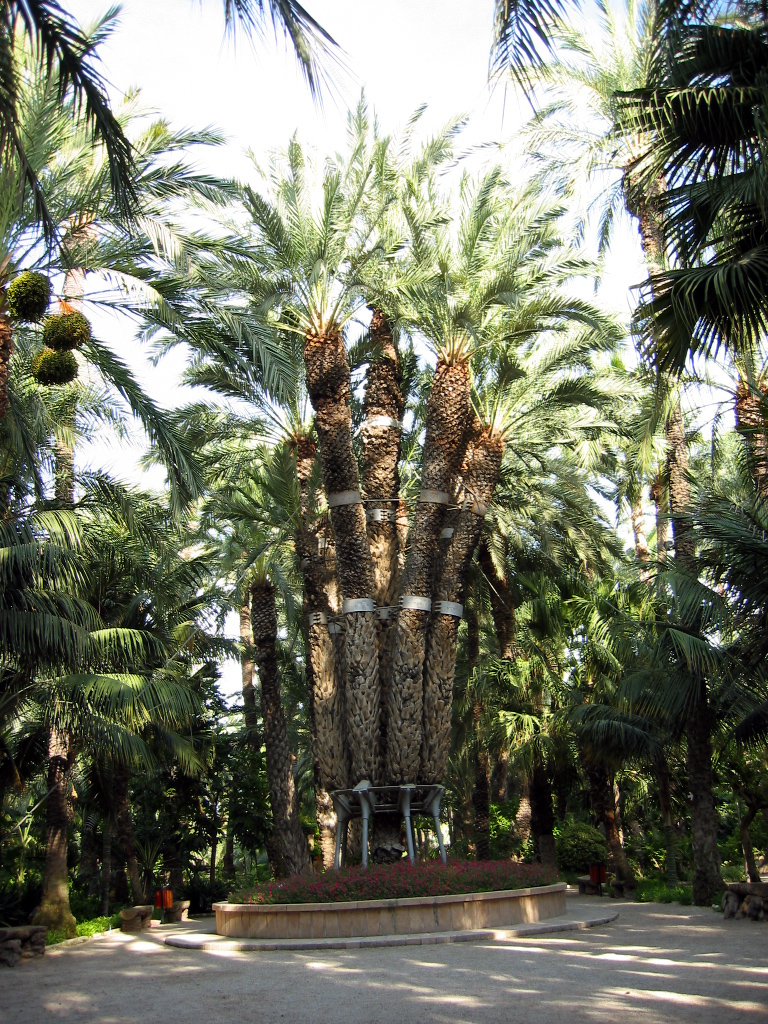
Phoenix dactylifera (Palma da datteri)

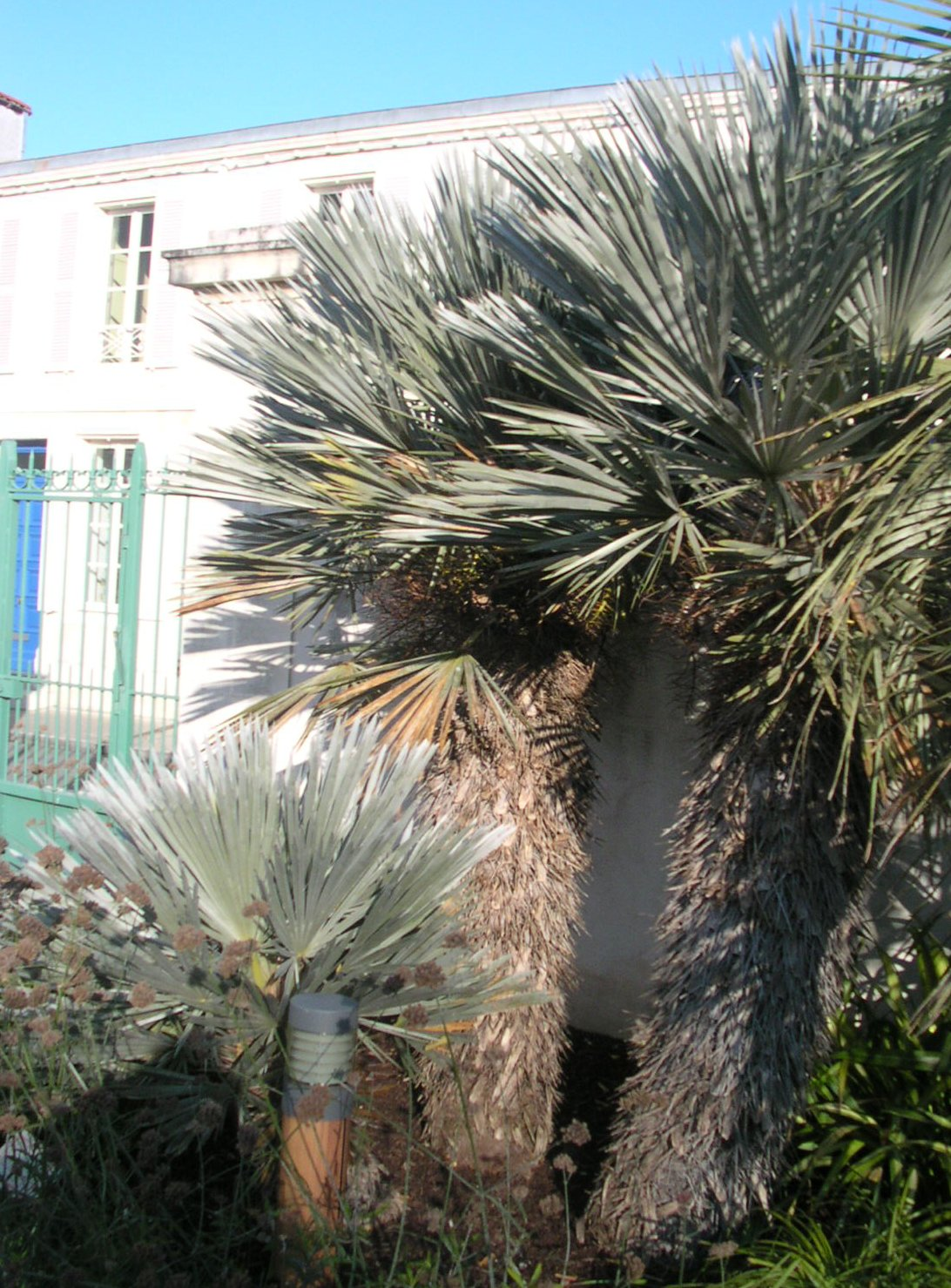
Trithrinax campestris

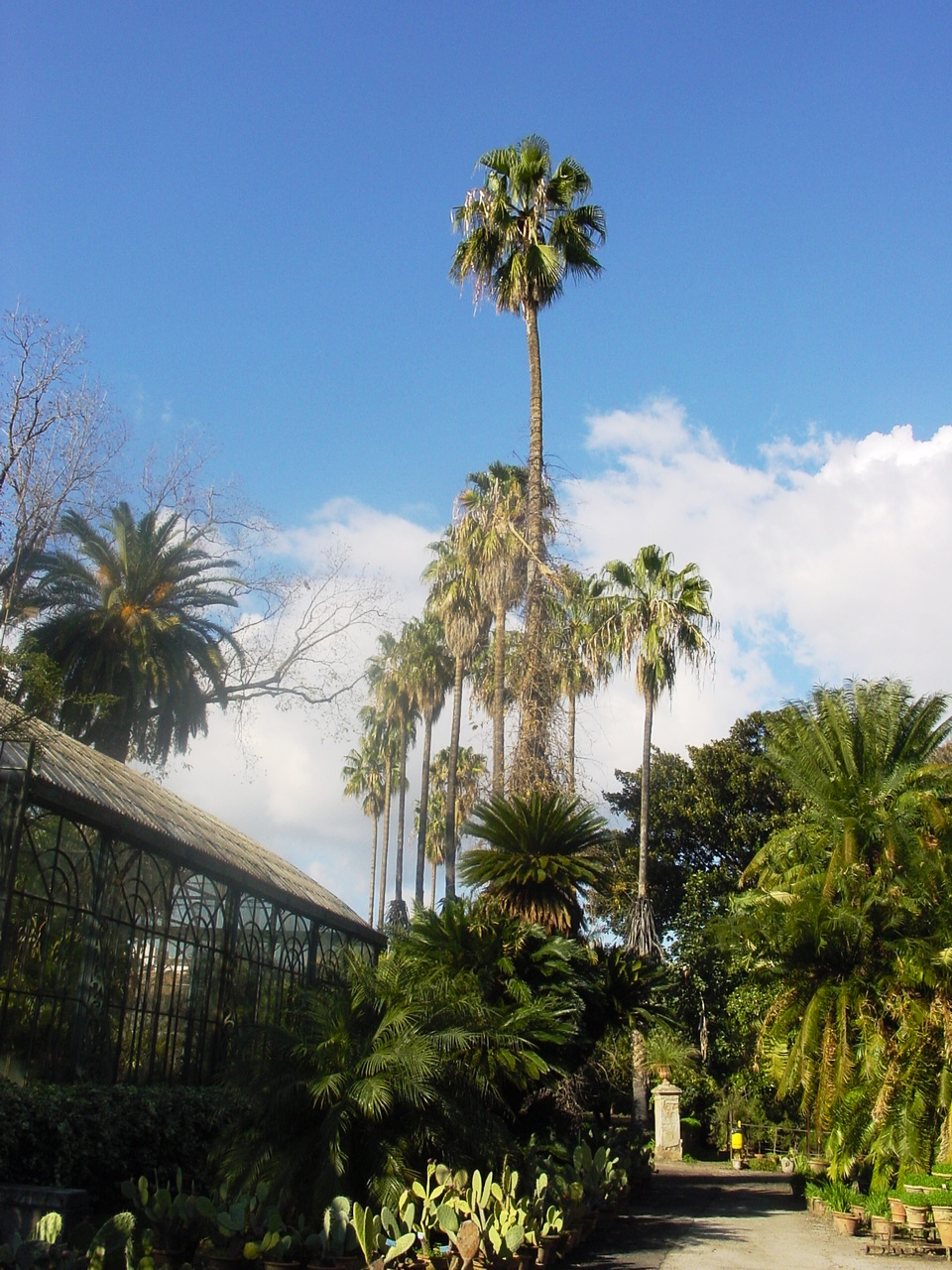
Washingtonia filifera (Palma californiana)

I bruchi sono polifagi e parassitano una discreta varietà di generi e specie appartenenti alla famiglia Arecaceae Bercht. & J.Presl, 1820.

In Argentina si è accertata la presenza di P. archon su:
- Butia yatay (Mart.) Becc.
- Chamaerops humilis L. (palma nana)
- Latania spp. Comm. ex. Juss.
- Phoenix canariensis Chabaud (Palma delle Canarie)
- Trithrinax campestris (Burmeist.) Drude & Griseb.

Nell'Europa mediterranea si è invece accertata la presenza di questo fitofago su:
- Brahea armata S. Watson (Palma blu del Messico)
- Chamaerops humilis L. (Palma nana)
- Jubaea spp. Kunth
- Livistona chinensis (Jacq.) R. Br. ex Mart. (Ventaglio cinese o Palma fontana)
- Livistona decora (W.Bull) Dowe
- Livistona saribus (Lour.) Merr. ex A. Chev.
- Phoenix canariensis Chabaud (Palma delle Canarie)
- Phoenix dactylifera L. (Palma da datteri)
- Phoenix reclinata Jacq. (Palma da datteri del Senegal)
- Sabal spp. Adans.
- Syagrus spp. Mart.
- Trachycarpus fortunei (Hook.) H.Wendl.
- Trithrinax brasiliensis Mart.
- Washingtonia filifera (Lindl.) H.Wendl. (Palma californiana)

## Tassonomia

### Sottospecie
Non sono state descritte sottospecie.

### Sinonimi
Sono stati riportati due sinonimi:
- Castnia archon Burmeister, 1880 - Descr. phys. Rép. Arg. 5, Atlas (2): 41-60, pl. 14-24 - Locus typicus: Argentina[4]
- Castnia josepha Oberthür, 1914 - Etud. Lépid. Comp. 9 (2) : 63, pl. 257, f. 2164-2165 - Locus typicus: Uruguay[2]

## Sintomi e danni alla pianta nutrice
Si è riscontrato che, molto spesso, la pianta ospite non rivela chiari sintomi dell'attacco da parte della larva di P. archon, ma evidenzia uno stato generale di sofferenza, con foglie ingiallite o secche, spesso ritorte o comunque deformate rispetto alla norma. Una manifestazione tipica della presenza di questo fitofago è l'evidente e ripetuta rosura dello stipite della pianta. Ad esempio, effettuando delle sezioni trasversali del rachide fogliare delle specie di Phoenix, è possibile rintracciare un foro circolare, a testimonianza della galleria scavata dalla larva. Le foglie delle palme risultano perforate o comunque danneggiate su entrambe le pagine. Si è anche riscontrato un'anormale sviluppo ascellare delle foglie parassitate. In taluni casi possono anche essere rinvenute parecchie exuviae del parassita, dimostrazione delle mute già completate. Poiché in alcuni casi parecchie larve coesistono e si accrescono all'interno di un singolo stipite fogliare, la pianta riceve un danno notevole, fino anche a giungere alla morte.

## Metodi di lotta e prevenzione
Non essendo ancora disponibili sul mercato, al momento, prodotti fitosanitari registrati da impiegare contro questo parassita, gli interventi possono essere effettuati solo tramite i PPO (prodotti per ornamentali). Tuttavia è in fase di studio la possibilità di impiegare specie parassitarie che possano essere efficaci al fine di contrastare il fenomeno, come ad esempio il nematode Steinernema carpocapsae, utile anche contro il punteruolo rosso (Rhynchophorus ferrugineus). Un metodo grossolano ma efficace di lotta consiste nell'eradicazione della pianta colpita, seguita da trattamento termico, oppure a triturazione meccanica che porti a frammenti non superiori ai 2 cm di dimensione. Alcuni enti locali hanno emanato delibere che invitano chiunque riscontri la presenza di questo parassita a comunicarlo al Servizio Fitosanitario Regionale.

## Normativa di riferimento
- Direttiva 2009/7/CE della Commissione, del 10 febbraio 2009, che modifica gli allegati I, II, IV e V della direttiva 2000/29/CE del Consiglio concernente: “misure di protezione contro l'introduzione nella Comunità di organismi nocivi ai vegetali o ai prodotti vegetali e contro la loro diffusione nella Comunità”, inserendo la Paysandisia archon nell'allegato II, parte A, sezione II, lettera a) punto 10;
- Decreto del MIPAAF del 07/09/2009 di recepimento della Direttiva 2009/7/CE della Commissione del 10 febbraio 2009, che modifica gli allegati I, II, IV e V del Decreto Legislativo 19 agosto 2005, n. 214, inserendo dell'allegato II, parte A, sezione II: “organismi nocivi di cui deve essere vietata l'introduzione e la diffusione in tutti gli stati membri se presenti su determinati vegetali o prodotti vegetali”, alla lettera a) punto 10, la Paysandisia archon.[6]